# Roseburia intestinalis
Roseburia intestinalis es una especie de bacteria grampositiva del género Roseburia. Fue descrita en el año 2002. Su etimología hace referencia a intestino. Es anaerobia estricta y móvil por flagelos múltiples subterminales. Tiene un tamaño de 0,4-0,5 μm de ancho por 1-5 μm de largo. Se ha aislado de heces humanas.

## Implicación en salud humana
Es una bacteria muy abundante en la microbiota del intestino, llegando a representar entre el 0,9-5,0% del total. Se propone su uso como probiótico, ya que parece que puede tener un rol de protección frente a enfermedades digestivas. En pacientes con enfermedad de Crohn y colitis ulcerosa se observa una baja abundancia de R. intestinalis. También muestra cierta protección contra otras enfermedades, mediante la estimulación de las células entéricas y la modulación de la inflamación.